# Hyocephalidae
Hyocephalidae – rodzina pluskwiaków z  podrzędu różnoskrzydłych i nadrodziny Coreoidea. Należą do niej 3 opisane gatunki. Wszystkie są endemitami kontynentalnej Australii. Są to fitofagi wysysające nasiona akacji i eukaliptusów.

## Morfologia
Pluskwiaki te mają wydłużone, grzbietowo spłaszczone ciało o równoległych bokach, osiągające do 15 mm długości. Ich podstawowe ubarwienie jest ciemne, rudobrązowe do czarnego. Zarys głowy jest silnie wydłużony i mocno zwężający się ku przodowi. Na jej powierzchni występują guzki. Powiększone bukule stykają się ze sobą i sięgają ku tyłowi poza oczy złożone. Policzki są krótkie. Na guli widnieje bruzda do chowania kłujki. Nadustek jest wyniesiony i pośrodku zwężony. Przyoczka o zredukowanych rozmiarach umieszczone są w pobliżu tylno-bocznych krawędzi oczu złożonych. Czteroczłonowe czułki osadzone są na wzgórkach położonych poniżej wysokości środka oczu złożonych. Obrys przedplecza jest trapezowaty. Występuje wśród nich polimorfizm skrzydłowy tj. formy długo- i krótkoskrzydłe. Półpokrywy mają przykrywki pozbawione żyłek poprzecznych łączących żyłkę medialną z kubitalną. Połączenia pomiędzy czterema głównymi żyłkami podłużnymi zakrywki formują komórki nasadowe. Gruczoły zapachowe zatułowia wyróżniają się na tle innych pluskwiaków obecnością szczecinkopodobnych wyrostków na ujściach. Odnóża mają bruzdy na goleniach. Po bokach podstawy odwłoka leży para jajowatych w zarysie płytek porowatych. Wszystkie przetchlinki odwłoka leżą na brzusznej jego stronie, a trichobotria na piątym i szóstym sternicie przesunięte są na bok i zgrupowane. Samiec cechuje się brakiem wezyki w fallusie, zaś samica ma lancetowate pokładełko.
Jaja mają podługowaty kształt i zaopatrzone są w trzy wyrostki mikropylowe. Larwy mają ujścia grzbietowych gruczołów zapachowych odwłoka zlokalizowane między tergitami czwartym i piątym oraz między piątym i szóstym.

## Ekologia i występowanie
Owady te zasiedlają stanowiska o podłożu piaszczystym lub żwirowatym, gdzie pędzą skryty tryb życia, bytując pod kamieniami. Są fitofagami, żerującymi na znalezionych na ziemi nasionach eukaliptusów i akacji.
Wszystkie znane gatunki z tej rodziny są endemitami kontynentalnej Australii.

## Taksonomia
Takson ten wprowadzony został w 1906 roku przez Ernsta Evalda Bergrotha w randze podrodziny Hyocephalinae w obrębie wtykowatych. Do rangi niezależnej rodziny wyniósł go w 1912 roku Odo Morannal Reuter. Thomas J. Henry w 1997 roku opublikował wyniki analizy filogenetycznej infrarzędu, zgodnie z którymi grupą siostrzaną Hyocephalidae są Stenocephalidae, przy czym hipotezę taką wysuwał już w poprzednich dekadach Carl W. Schaefer.
Do rodziny tej należą tylko 3 opisane gatunki, zgrupowane w 2 rodzajach:
- Hyocephalus Bergroth, 1906
  - Hyocephalus aprugnus Bergroth, 1906
- Maevius Stål, 1874
  - Maevius indecorus Stål, 1874
  - Maevius luridus Brailovsky, 2002